# Constante de Gelfond
Se llama constante de Gelfond al número {\displaystyle e^{\pi }\,}, o sea, el número e elevado al número π. Establecer si este número es trascendente o no fue uno de los 23 problemas que Hilbert propuso como especialmente importantes en el Congreso Internacional de Matemáticos de 1900 en París. Que este número es trascendente (y por tanto, irracional) fue demostrado por Gelfond en 1934. 
Otra de las constantes relacionadas con esta es {\displaystyle 2^{\sqrt {2}}}, conocida como constante de Gelfond-Schneider.
El valor de la constante de Gelfond es 
{\displaystyle e^{\pi }\approx 23.140692632...\,}
Su valor puede hallarse mediante la fórmula recurrente
{\displaystyle k_{n}={\frac {1-{\sqrt {1-k_{n-1}^{2}}}}{1+{\sqrt {1-k_{n-1}^{2}}}}}}
con {\displaystyle k_{0}={\frac {1}{\sqrt {2}}}.}
Una vez llegado al término {\displaystyle k_{n}} deseado, basta tomar:
{\displaystyle e^{\pi }\approx (k_{N}/4)^{-2^{1-N}}}

## Curiosidades
El número
{\displaystyle e^{\pi }-\pi \approx 19.9991...\,} está a menos de una milésima de un entero.
{\displaystyle \pi +e^{\pi }\,} es irracional, probado por Yuri V. Nesterenko.